# Zuttiyeh
La cova de Zuttiyeh (àrab: مغارة الزوتية, maḡarat az-Zūttiyya o àrab: مغارة الزُطية, maḡārat az-Zuṭṭiyya) és un jaciment prehistòric a Galilea, a Palestina. Està situada a 800 m de Wadi Amud, a aproximadament 30 m per sobre del llit del wadi, a 148 m sota el nivell de la mar. S'hi trobà un fòssil que hui es coneix com a Humà de Palestina o de Galilea, el primer homínid antic fossilitzat trobat a l'occident d'Àsia.
La cova fou excavada el 1925 i 1926 per Francis Turville-Petre, que hi descobrí l'anomenat crani de Galilea, que al principi es descrigué com un altre espècimen de neandertal, atribuït a una cultura mosteriana, del tipus Jabroudian.
Els estudis posteriors mostraren que el rostre és relativament pla, sense evidència de característiques neandertals, com el prognatisme facial. Alguns experts consideren que és un crani d'Homo heidelbergensis tardà.
L'os frontal i la part superior del rostre es trobaren en el nivell Mugharan, per la qual cosa s'ha calculat l'edat dels fòssils entre 350000 i 250000 anys ae, encara que han estat datats per termoluminescència el 148 200 ± 6000 ae.

## Galeria d'imatges

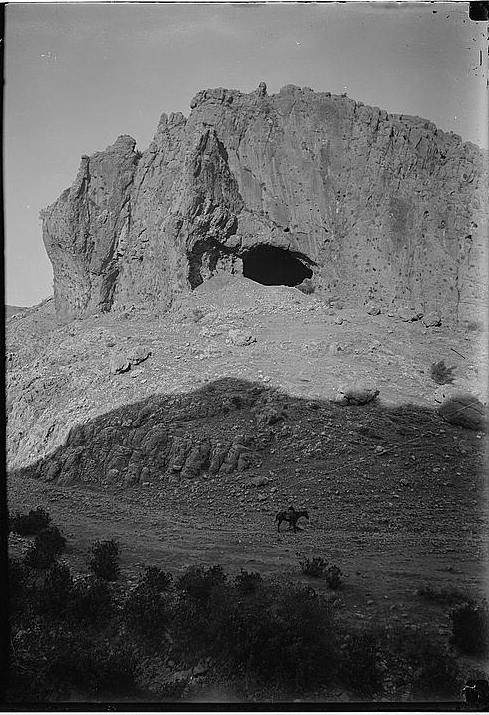
Imatge de la dècada de 1930 que mostra l'entrada de la cova de Zuttiyeh, Galilea
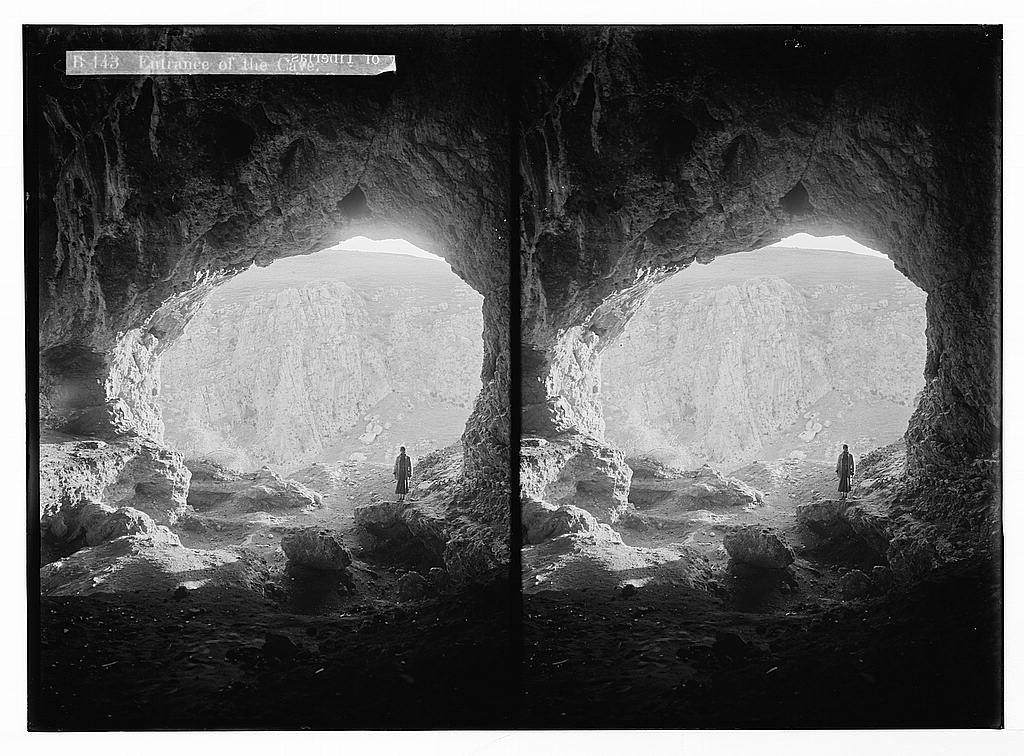
Vistes al nord. Cova del prehistòric "Crani de Galileu"
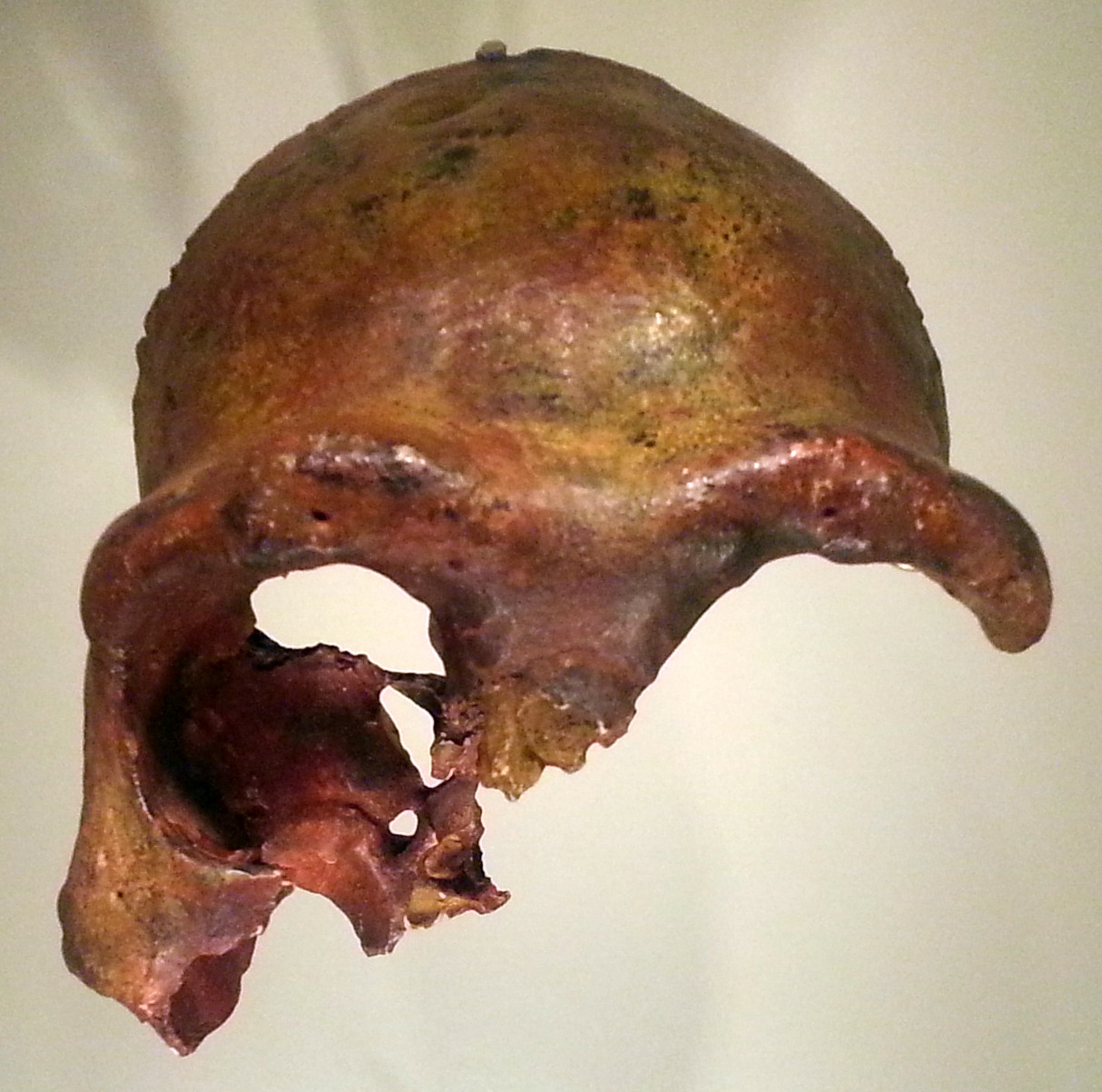
Humà de Galilea